# Alex Wyndham
 (août 2016).
Alex Wyndham né en 1981 est un acteur anglais, connu pour son rôle de Mécène dans la série Rome de HBO  en 2007.

## Biographie
Il a étudié à l'université de Winchester et il a obtenu un diplôme en histoire à l'université de Oxford où il est apparu dans un certain nombre de pièces de théâtre d'étudiants. Pendant ses études il a fait de nombreuses apparitions sur scène, y compris des tournées au Japon sur la pièce de théâtre "Peines d'amour perdues" qui est l'une des premières comédies de William Shakespeare. Il a ensuite été formé à la Royal Academy of Dramatic Art de Londres d'où il sort diplômé en 2005. Alex Wyndham a complété sa formation par différents programmes comme des cours sur les caméras aux studios de la BBC. Sorti ensuite de la BASSC (British Academy of Stage and Screen Combat) en première classe, il obtient ensuite une ceinture noire en karaté. Il acquiert beaucoup de compétences différentes, à savoir qu'il apprend à danser le flamenco ou encore qu'il est capable de chanter en baryton. Ses centres d’intérêts sont l’athlétisme, les films, les voyages, la guitare, et l'art graphique.
En 2005 il fait une apparition dans la fiction Totally Frank mais pour sa vraie première scène en tant qu'acteur il obtient le rôle de Silvius dans l'adaptation de " Comme il vous plaira" de Kenneth Branagh alors qu'il était encore à l'école dramatique en 2006. Son rôle le plus connu reste celui de Mécène le conseiller de l'empereur Auguste dans la série Rome en 2007. On l'aperçoit aussi dans "The Line of Beauty" ainsi que dans l'adaptation du roman de Charles Dickens La Petite Dorrit en 2008. En 2011 il fait une courte apparition dans le téléfilm "Le Dernier Volcan" dans le rôle de Josh. Et en 2013 il incarne le rôle de Marlon dans le film "Lotus Eaters". On a également pu l'apercevoir récemment dans le téléfilm sur la BBC "The Crimson Field" dans le rôle du Capitaine Miles Hesketh-Thorne qui se déroule pendant la Première Guerre mondiale et qui a été diffusé en 2014.
Récemment après avoir participé aux enregistrements de la série dramatique "HomeFront" diffusée sur la BBC, il se consacre désormais à la lecture audio des livres de Lucinda Brand

## Carrière

### Films
| Year | Title                        | Role               |
| ---- | ---------------------------- | ------------------ |
| 2006 | Comme Il Vous Plaira         | Sylvius            |
| 2007 | Arn – Le Chevalier du Temple | Armand De Gascogne |
| 2008 | Red Mist                     | Jake               |
| 2009 | The Hills Run Red            | Lalo               |
| 2013 | Lotus Eaters                 | Marlon             |

### Télévision
| Year | Title              | Rôle                           | Épisode                     |
| ---- | ------------------ | ------------------------------ | --------------------------- |
| 2005 | Totally Frank      | Ben                            | 7 épisodes dans la saison 1 |
| 2006 | The Line of Beauty | Wani Ouradi                    | Miniseries                  |
| 2007 | Maurice            | Maurice                        | BBC Radio 4                 |
| 2007 | Rome               | Mécène                         | 7 épisodes dans la saison 2 |
| 2008 | La Petite Dorrit   | Henry Gowan                    |                             |
| 2011 | Le Dernier Volcan  | Josh                           |                             |
| 2014 | The Crimson Field  | Capitaine Miles Hesketh-Thorne |                             |